# Henrik Afzelius
Henrik Nicolai Clausen Afzelius, född den 25 augusti 1849 i Enköping, död den 12 mars 1914 i Stockholm, var en svensk präst och lärare. Han var son till Arvid August Afzelius.
Afzelius blev 1870 student och 1884 teologie kandidat vid Uppsala universitet, prästvigdes samma år och blev  regementspastor 1887 vid Livgardet till häst och 1902 vid Svea livgarde samt 1896 hovpredikant. Samtidigt var han adjunkt (sedan 1893) och lektor (sedan 1897) i kristendom och svenska vid Nya elementarskolan samt rektor vid den av hans hustru upprättade Afzelii elementarskola för flickor. Som skolman och själasörjare åtnjöt Afzelius mycket anseende. Hans biografi över Erik Benzelius den äldre (2 delar, 1897–1902) är frukten av omfattande forskningar. Afzelius vilar på Solna kyrkogård.